# Anawa 2020
Anawa 2020 – dwudziesty ósmy album studyjny polskiego zespołu Voo Voo, nagrany z udziałem Huberta „Spiętego” Dobaczewskiego, Katarzyny Nosowskiej, Katarzyny „Kasai” Piszek i Krzysztofa Zalewskiego, wydany 23 października 2020 roku przez Narodowe Centrum Kultury z okazji 50-lecia wydania płyty Marek Grechuta & Anawa autorstwa Marka Grechuty i zespołu Anawa.

## Geneza
Narodowe Centrum Kultury zaproponowało Wojciechowi Waglewskiemu przygotowanie autorskich interpretacji utworów Marka Grechuty w związku z 50. rocznicą wydania płyty Marek Grechuta & Anawa. Wojciech Waglewski zaproponował różnych artystów do projektu, z których wybrano ostatecznie kilku drogą wspólnych konsultacji. Do współpracy w nagraniach zostali ostatecznie zaproszeni i zaangażowani: Hubert „Spięty” Dobaczewski, Katarzyna Nosowska, Katarzyna „Kasai” Piszek i Krzysztof Zalewski. Przydział wokalistów do piosenek po części zależał od artystów (np. Kasia Nosowska sama wybrała zaśpiewanie Zadymki), a częściowo od Wojciecha Waglewskiego.
Wojciech Waglewski niestety nigdy nie spotkał się z Markiem Grechutą ani nie słyszał go na koncercie, jednak grał w zespole Osjan, który stanowił trzon Anawy – zespołu, z którym tworzył Marek Grechuta. Wcześniej jednak zaangażował się w realizację albumu Projekt Grechuta zespołu Plateau, a także zaaranżował utwór pt. Bolą mnie nogi dla Marysi Peszek. Wypowiedział się następująco o podejściu do interpretacji utworów Marka Grechuty: Piosenki Grechuty gramy na takich zasadach, jak gra się covery i standardy, to znaczy z największą pokorą wobec kompozycji i tekstu, ale po swojemu.
Projekt pod artystyczną pieczą Wojciecha Waglewskiego był realizowany przez Narodowe Centrum Kultury i ART2 Music. Sfinansowano go ze środków Ministra Kultury i Dziedzictwa Narodowego w ramach Programu Wieloletniego NIEPODLEGŁA na lata 2017-2022. Jako pomysłodawcy i producenci zostali wymienieni: dyrektor Narodowego Centrum Kultury Rafał Wiśniewski, Aleksandra Chrzanowska, Jakub Kruczała, Karolina Gonta i Marek Horodniczy. Producenci wykonawczy to: ART2 Music, Paweł Walicki, Hubert Karwacki i Grzegorz Szpotowicz.

## Wydanie
Album został wydany najpierw na CD (tłoczenie Repliq Media) w postaci digipaku przez Narodowe Centrum Kultury 23 października 2020 roku, w 75. rocznicę urodzin Marka Grechuty oraz w 50-lecie wydania płyty długogrającej Marek Grechuta & Anawa. Dystrybucją płyty CD zajęło się ART2 Music. W grudniu 2020 roku album miał wyjść na płycie winylowej, ostatecznie na tym nośniku ukazał się pod koniec stycznia 2021 roku. Okładkę i oprawę graficzną płyty kompaktowej i winylowej zaprojektował Michał Siciński. Znalazła się ona w finale Konkursu 30/30 na najlepszą okładkę płytową.
Narodowe Centrum Kultury wydało także box nie przeznaczony do sprzedaży z albumem Anawa 2020, który zawierał CD, DVD oraz naklejkę, można było go otrzymać jako nagrodę w konkursie w 2021 roku – do rozdania przeznaczono 3 boksy.

## Promocja
Album promował głównie utwór Zadymka, który był także pierwszym singlem. Animację do singla stworzyła Marta Kacprzak. Ostatni singiel stanowił utwór Piosenka, do którego powstała animacja autorstwa Marcina Podolca wykonana w technice rotoskopii. Bart Pogoda stworzył teledysk do utworu Twoja postać, nagrany z udziałem Spiętego, materiał do niego zarejestrowano w Bieszczadach. Na kanale Narodowego Centrum Kultury w serwisie YouTube zamieszczono także koncertowe wersje Niepewności z udziałem Kasai oraz utworu W dzikie wino zaplątani z udziałem Krzysztofa Zalewskiego. Przedsprzedaż albumu rozpoczęła się 16 października 2020 roku w Empiku oraz w ART2 Music Shopie.
Premierowy koncert materiału z albumu odbył się 24 października tegoż roku na festiwalu Soundedit '20 w Łodzi w Klubie Wytwórnia. Poza udziałem osobistym można go było obejrzeć odpłatnie online w streamingu. Podczas tego koncertu Jan Kanty Pawluśkiewicz, autor części albumowych kompozycji, otrzymał statuetkę Człowieka ze Złotym Uchem.
Koncert z materiałem z płyty miał się odbyć także m.in. w katowickim Spodku z udziałem Marysi Peszek w 2021, został jednak odwołany. Koncerty zorganizowano jednak w 2022 roku z gościnnym udziałem Kasi Lins, Tomka Makowieckiego, Julii Marcell, Tomasza Organka i Barbary Wrońskiej. Koncert w Bielsku-Białej, w Cavatina Hall odbył się pod nazwą „VOO VOO Anawa 2020: Waglewski i goście”. W 2022 roku w Filharmonii Pomorskiej im. Ignacego Jana Paderewskiego w Bydgoszczy odbył się koncert pt. „Voo Voo, Waglewski i Goście – ANAWA 2020 – Piosenki Marka Grechuty”. W 2023 roku odbył się koncert pt. „Voo Voo Anawa Project” w Filharmonii im. Mieczysława Karłowicza w Szczecinie.

## Recepcja
Album został nominowany do Fryderyków 2021 w kategorii Album roku  – muzyka poetycka i Najlepsze nowe wykonanie dla Wojciecha Waglewskiego i Voo Voo za Korowód.
Płyta nie doczekała się wielu recenzji. Jacek Skolimowski z Newsweek Polska ocenił płytę pozytywnie (4/6), autor bloga „półeczka z płytami” uznał album za „mocny punkt” 2020 roku, Martyna z bloga „Decoupage Martyny” wyraziła się również bardzo pozytywnie o krążku.

## Lista utworów
Większość utworów pochodzi z albumu Marek Grechuta & Anawa (brak Wesela i Serca), natomiast utwór początkowy pochodzi z albumu Pieśni Marka Grechuty do słów Tadeusza Nowaka. We wszystkich utworach wystąpił zespół Voo Voo.
1. Stoją gorzkie pagórki – Intro – Voo Voo (muz. Kasai, sł. Tadeusz Nowak) – 3:57
2. Zadymka – gościnnie Katarzyna Nosowska (muz. Jan Kanty Pawluśkiewicz, sł. Julian Tuwim) – 4:09
3. Niepewność – gościnnie Kasai (muz. Jan Kanty Pawluśkiewicz, sł. Adam Mickiewicz) – 5:56
4. W dzikie wino zaplątani – gościnnie Krzysztof Zalewski (muz. Jan Kanty Pawluśkiewicz, sł. Marek Grechuta) – 4:04
5. Twoja postać – gościnnie Spięty (muz. Marek Grechuta, sł. Tadeusz Miciński, Józef Czechowicz) – 5:12
6. Nie dokazuj – gościnnie Krzysztof Zalewski, Kasai (muz. Jan Kanty Pawluśkiewicz, sł. Marek Grechuta) – 2:53
7. Będziesz moją panią – gościnnie Spięty, Kasai (muz. Marek Grechuta, sł. Marek Grechuta) – 5:02
8. Piosenka – gościnnie Kasai (muz. Jan Kanty Pawluśkiewicz, sł. Julian Przyboś) – 5:02
9. Korowód – (muz. Jan Kanty Pawluśkiewicz, sł. Leszek Aleksander Moczulski) – 6:18[3][11]

## Personel

### Voo Voo
- Wojciech Waglewski – producent muzyczny, koncepcja artystyczna, aranżacje[9], gitary, wokal (3, 8, 9)[11]
- Mateusz Pospieszalski – klarnet basowy (2, 3, 5, 9), saksofon (4 - 9), kalimba (3), wokal (3, 5, 6, 8, 9)[11]
- Karim Martusewicz – gitara basowa[11]
- Michał Bryndal – perkusja[11]

### Goście
- Katarzyna Nosowska – wokal (2)[11]
- Krzysztof Zalewski – wokal (4, 6)[11]
- Hubert „Spięty” Dobaczewski – wokal (5, 7)[11]
- Katarzyna „Kasai” Piszek – instrumenty klawiszowe, wokal (1, 3, 6, 8)[11]
- Piotr Chołody – stylofon, ocean drum[11], klapy[9]

### Realizacja
- W Dobrym Tonie Studio – realizacja nagrań[9]
- Piotr „Emade” Waglewski – producent, realizacja, miks[11]
- Paweł Krawczyk – rejestracja wokalu (2)[11] w Studio im. Kazimierza Deyny[9]
- Jacek Gawłowski – mastering[11] (JG Master Lab[9])
- Jagoda Zaleta – korekta[9]